# (38795) 2000 RA51
2000 RA51 (asteroide 38795) é um asteroide da cintura principal. Possui uma excentricidade de 0.11761340 e uma inclinação de 6.85093º.
Este asteroide foi descoberto no dia 5 de setembro de 2000 por LINEAR em Socorro.